# Invicta FC 3
Invicta FC 3: Penne vs. Sugiyama foi um evento de MMA promovido pelo Invicta Fighting Championships em 6 de outubro de 2012 no Memorial Hall em Kansas City, Kansas.

## Background
A presidente do Invicta Shannon Knapp havia anunciado que o evento com a primeira luta por Título do Invicta Fighting Championships. Invicta continuou com sua parceria com o JEWELS e Jessica Penne enfrentaria a invicta e Campeã Peso Pena do JEWELS Naho Sugiyama pelo Título Peso Átomo do Invicta FC. Sara McMann era esperada para lutar pelo Título Peso Galo do Invicta FC, mas teve que se retirar da luta devido a uma leão. Knapp anunciou então que a luta contra McMann determinaria a campeã. Em 27 de Agosto o Invicta adicionou ao card a ex-Campeão Feminina do Strikeforce, Sarah Kaufman para enfrentar Kaitlin Young. Porém em 17 de Setembro, Kaufman foi forçada a se retirar devido a uma lesão.
Leslie Smith era esperada para enfrentar Cat Zingano, porém a promoção liberou Zingano para se retirar da luta para lutar no Strikeforce. Zingano foi substituída pela boxeadora profissional e invicta no MMA, Kim Connor-Hamby. Katalina Malungahu era esperada para enfrentar Taylor Stratford, porém Stratford foi forçada a se retirar devido a uma lesão no joelho. Stratford foi substituída por Ediane Gomes. Sarah Kaufman era esperada para enfrentar Kaitlin Young, porém uma leão forçou Kaufman a se retirar da luta em 17 de Setembro. Com isso, Leslie Smith deixou sua luta contra Connor-Hamby para enfrentar Young em uma revanche do Invicta FC 1, onde a luta terminou empatada. Raquel Pennington foi anunciada como nova oponente de Kim Connor-Hamby. Em 26 de Setembro, Connor-Hamby se retirou da luta com uma lesão. Após o Strikeforce cancelar um evento, Cat Zingano que lutaria no evento, voltou para o card do Invicta 3 para enfrentar Pennington. Julia Budd era esperada para enfrentar Elaina Maxwell, porém Maxwell se retirou após sofrer uma concussão nos treinos e foi substituído por Danielle West.
Tara LaRosa (127.6 lbs) e Lacey Schuckman (106.2 lbs) falharam para bater o peso na pesagem. Schuckman foi capaz de perder 1 pound e bater o peso da sua categoria (105 lbs) em duas horas e foi punida com a perda de 10% de sua bolsa. LaRosa não foi capaz de bater o peso de 125 pounds em duas horas e foi punida com a perda de 25% da bolsa.

## Card Oficial
Pelo Cinturão Inaugural Peso Átomo do Invicta FC.